# Renaissance FC
Der Renaissance FC ist ein tschadischer Fußballverein aus N’Djamena. Er trägt seine Heimspiele im Stade Omnisports Idriss Mahamat Ouya aus.
Der Verein wurde 1954 gegründet und ist einer der erfolgreichsten des Landes. 1989, 2004, 2005, 2006 und 2007 gewannen sie den Championnat National (Tschad) und 1990 den Coupe du Tschad. Damit konnten sie sich mehrmals für die afrikanischen Wettbewerbe qualifizieren, scheiterten aber meist in der ersten Spielrunde.

## Statistik in den CAF-Wettbewerben
| Wettbewerb                          | Runde         | Gegner                      | Hinspiel        | Rückspiel            |
| ----------------------------------- | ------------- | --------------------------- | --------------- | -------------------- |
| African Cup of Champions Clubs 1990 | Qualifikation | SCAF Tocages Bangui         | 2:2 (H)         | 0:1 (A)              |
| African Cup Winners’ Cup 1991       | 1. Runde      | al Mokawloon Al Arab        | 0:1 (H)         | 0:3 (A)              |
| African Cup Winners’ Cup 1994       | 1. Runde      | Mbilinga FC                 | 0:13 (A)        | nicht angetreten     |
| African Cup Winners’ Cup 1997       | Qualifikation | Akonangui FC                | 3:0 (H)         | 4:1 (A)              |
|                                     | 1. Runde      | AS Dragons Kinshasa         | 2:1 (H)         | 1:6 (A)              |
| African Cup Winners’ Cup 1999       | 1. Runde      | Wikki Tourists              | 0:4 (A)         | 1:0 (H)              |
| CAF Champions League 2000           | Qualifikation | APR FC                      | 1:1 (A)         | 1:1 (H) / n. E.: 2:3 |
| CAF Champions League 2005           | Qualifikation | Al Olympic Zaouia           | 0:2 (A)         | 3:2 (H)              |
| CAF Champions League 2006           | Qualifikation | Cotonsport Garoua           | 1:1 (H)         | 0:1 (A)              |
| CAF Champions League 2007           | Qualifikation | Espérance Sportive de Tunis | 0:4 (A)         | 1:2 (H)              |
| CAF Champions League 2008           | Qualifikation | Tout Puissant Mazembe       | disqualifiziert | disqualifiziert      |
| CAF Confederation Cup 2012          | Qualifikation | Sahel SC                    | 2:0 (H)         | 2:2 (A)              |
|                                     | 1. Runde      | CO Bamako                   | 3:2 (H)         | 1:3 (A)              |
| CAF Confederation Cup 2016          | Qualifikation | New Star de Douala          | 1:0 (H)         | 2:2 (A)              |
|                                     | 1. Runde      | Espérance Tunis             | 0:2 (H)         | 0:5 (A)              |
| CAF Confederation Cup 2020/21       | Qualifikation | CI Kamsar                   | 0:0 (A)         | 1:0 (H)              |
|                                     | 1. Runde      | ES Sétif                    | disqualifiziert | disqualifiziert      |

## Bekannte Spieler
- Eric Ngana
- Cesar Abaya